# 加州理工學院-麻省理工學院競爭
加州理工學院-麻省理工學院競爭（Caltech–MIT rivalry）是指加州理工學院與麻省理工學院之間的大學競爭。兩校分別坐落於美國西岸及東岸，相隔約3,000英里。學生常橫越全國潛入對方校園進行惡作劇，作為對大家智力、應對力及創意的考驗。捉弄方式包括了散播謠言、宣傳己校及盜取該校重要物品。2005年起，雙方展開了惡作劇之戰，但均以歡鬧的態度看待相關事件。

## 兩校簡介

### 基本資訊
|                         | 加州理工學院              | 麻省理工學院                |
| 標誌                    |                           |                             |
| 校園位置                | 加州帕薩迪納              | 麻省劍橋                    |
| 始創年份                | 1891年                    | 1861年                      |
| 學生人數 （2014年數據） | 977位本科生 1,204位研究生 | 4,528位本科生 6,773位研究生 |
| 院系設置                | 六大學院                  | 五大學院                    |

加州理工學院位于洛杉磯市區東北約11英里。該校目前共有60多名師生、校友奪得美國國家科學及技術創新獎章，亦有逾30名為諾貝爾獎得主。《泰晤士高等教育世界大學排名》連續四年將其評為第一。
麻省理工學院位於與波士頓仅有一河之隔的劍橋市。近八十位諾貝爾獎得主及近三十位的國家科學或技術創新獲獎者是该校的校友或教师。其亦三度蟬聯《QS世界大學排名》榜首之位。

### 文化背景
加州理工的校外惡作劇傳統歷史悠久，並時常被簡稱爲（意指篡改或盜取他人物件）。1961年的玫瑰碗惡作劇事件為著名的一例：當時加州理工學院的學生成功將場内所顯示的賽隊名稱，改爲該校簡稱——；類似事件亦於1984年死灰復燃：當時他們在大會的記分板上，展示了“加州理工以38對9大勝麻省理工”的字句。三年後，荷里活標誌上的字樣亦被改作加州理工學院的簡稱。
麻省理工歷史同樣悠久的惡作劇傳統被稱之為“（黑客事件）”。學生喜歡在該校的大圓頂上，放置不同的物件。這些包括：萊特飛行器（為紀念人類史上首架可控制飛機的誕生）、消防車（悼念911恐怖襲擊）、經改造的R2-D2（紀念星際大戰首部曲上映）、巨環（紀念魔戒首部曲上映）。另有一宗頗為著名的校外“黑客事件”，發生於1982年的哈佛-耶魯大學足球競賽。當時，麻省理工的學生在場內放了印有字樣的氣象氣球。
惡作劇被視為是兩校學生在日常緊湊、繁重的學業中，解壓的方式之一。他們之間定有一套道德規範：惡作劇所造成的影響必須是可逆、非永久的；惡作劇的內容亦需具創意。根據《波士頓環球報》的敘述，加州理工學院的副校助理湯姆·曼尼恩鼓勵這種學生文化。該校保安除非事先諮詢了曼尼恩的批准，否則不得介入學生的惡作劇事件。另一方面，麻省理工學院的惡作劇則較為神秘，有關的“黑客”亦甚少被人發現。

## 主要事件

### 2005年校園導賞事件
在2005年4月的麻省理工學院校園導賞週，加州理工學院一群學生發動了連串的惡作劇事件。他們派發了400件上面印有（麻省理工的簡稱），但背後寫有“（因為進不了加州理工）”的汗衫，上面還畫了一個象徵着加州理工的棕櫚圖案。他們還假扮準新生，分別潛入“大圓頂”及“未知工具之墓”——兩大麻省理工“黑客”文化的重鎮地，並放置了櫚樹充氣球；除此，該校的“七號大堂”面向麻省大道位置的題詞，被加州理工的學生從改為“（那另一所理工學院）”，並被放置了數百個橙色（加州理工的代表色）氣球及一個印有字樣的飛艇；麻省理工的格林大樓也被對方以綠色鐳射光投影了一字（有關學生為使該字樣能具三維旋轉及動感而挨風緝縫，特意花了一週鑽研有關科技）。
麻省理工的學生就此作出回應。他們把有關題詞再改為“（唯一的理工學院）”，並利用附有膠帶的氦氣球將有關飛艇拿下來。有學生嘗試對加州理工報導是次惡作劇事件的網頁進行阻斷服務攻擊，但以失敗告終。
是次事件被認為是兩大理工學院惡作劇文化的一個薈萃。加州理工的學生之所以選擇在校園導賞週行動，是因為他們在新面孔中不易被辨認，而且這也能引來更多新到校人士的關注。麻省理工學院的入學處長瓊斯稱：“我認為這很歡鬧。我視“黑客”文化為一種表演藝術。我也很欣賞跨學院的這種競爭模式。”

### 2006年弗萊明加農炮爭奪

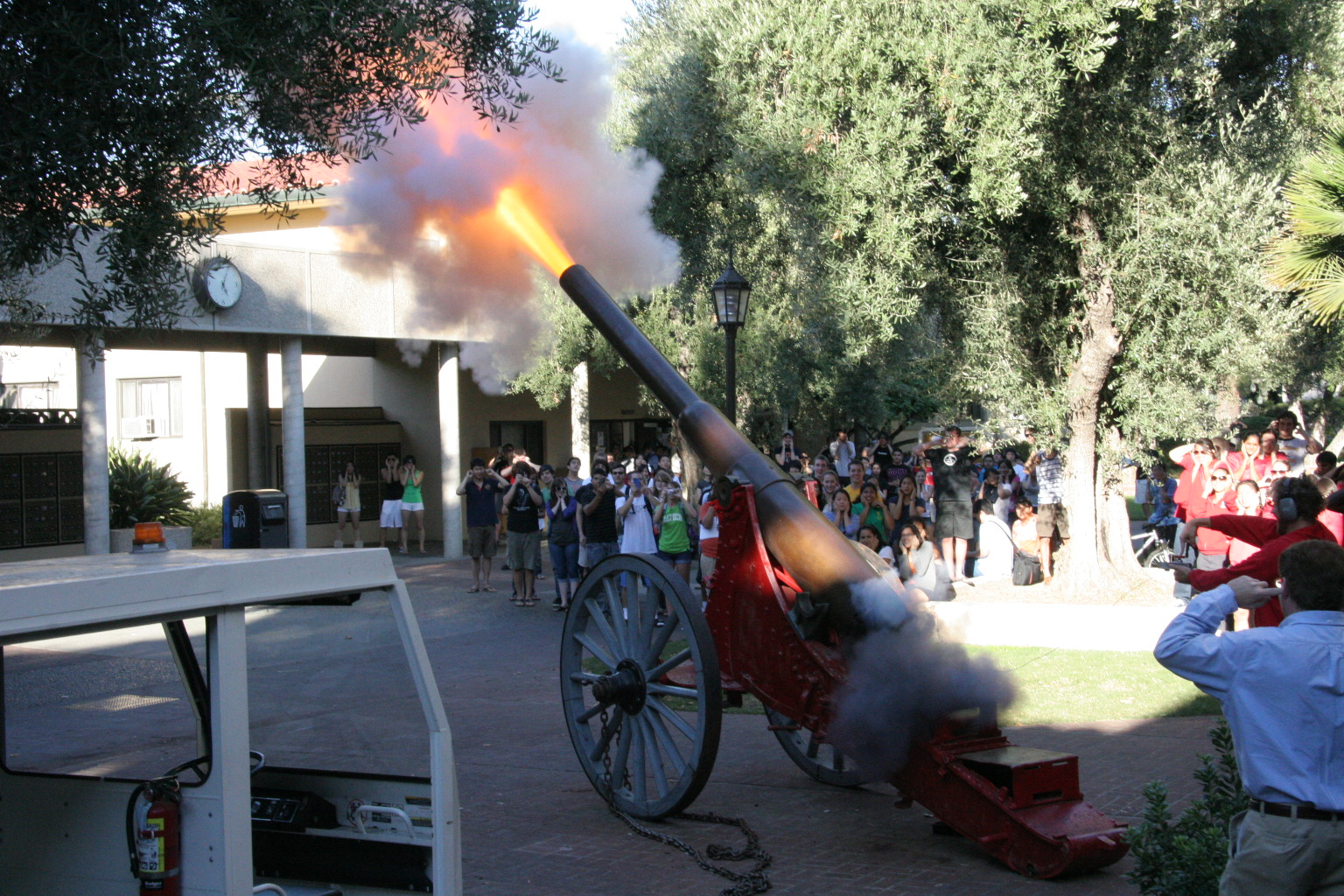
每逢學期結束、新生宿舍分配完成、“捉弄日”及弗萊明舍堂畢業禮，加州理工的弗萊明加農炮均會進行鳴火儀式。

加州理工學院藏有一台重1.7噸，據聞有130多年歷史的加農砲。此砲的實際來源不明，但人們相信其建於普法戰爭時期，不過在1878年該戰事結束後才面世，後由法國人送給美國。大砲被重新鑿孔並裝上美式外殼及車輪，惟此一系列工程也未能在美西戰爭時完工，故其未曾服役。弗萊明加農炮後被棄用，並於1925年被丟到了三藩市西南軍校的草坪上。1972年，校方一度想棄置此炮，後被加州理工弗萊明宿舍的一眾學生收下並重新組裝。1975年，大砲在學院校方的堅持下被送返軍校，但6年後又回到了加州理工學院。此砲是該校少數被規定不能進行惡作劇的物品之一。因為其甚具歷史價值且容易受損。
2006年3月28日，弗萊明加農炮被數名偽裝成承辦商工人的麻省理工學生，橫渡全國運往了東岸的劍橋市。沒有像平時般被鎖在弗萊明舍堂前的空地上的大砲，在丟失後故引起了該校師生們的關注。有人認為其被鄰近哈維穆德學院裡的人所盜，因為約在20年前，該學院確與一名廣為人知的加農砲小偷有關係。後來事件真相大白：此乃麻省理工學生對他們上一年的惡作劇所作出的反擊。可是，這場惡作劇過程間關千里。這群麻省理工“黑客”合共30人，早於12月開始厲兵秣馬。他們在假扮承辦商盜取大砲時曾與校園警衛及技工發生口角，並解釋移走大砲是為了幫其打造一個更穩固的基座。離開校園後，當地一位居民受驚報警，但幸虧他們及時將大砲偽裝成他物故未引起軒然大波。除此，在前往船運公司的途中，拖車的鉤子斷裂，拖慢了行程。到達後，黑客們又需多掏一千塊美元，請專門負責搬運大型電影道具的公司，前來將大砲從拖車上移走。到了4月6日，被一個重21磅、鍍金的麻省理工畢業鋁戒所纏繞著的加農炮，出現在該校的格林大樓外。大砲故意對準帕薩迪納。麻省理工的學生因沒有按照加州理工的惡作劇規限及時澄清，而惹來一些批評，但兩校整體以歡鬧的態度對待此事。
加州理工弗萊明舍堂的一眾學生及校友作出應對措施。他們本計劃以直升機將大砲運回帕薩迪納，但聯邦航空總署規則最終使此想法告終。最後，他們決定派出二十餘人，在黑夜中潛入麻省理工校園奪回大砲。不過，對方早已預料到此行，並準備好燒烤食物迎接他們，還在他們到達後，故意歌唱因與期末考試有關而深受加州理工學生厭惡的《女武神的騎行》。臨走時，他們在麻省理工學院留下了一台加農炮的迷你複製品，並附帶一張寫著“（這個更符合妳們的尺寸！）”的便條。

### 後期發展

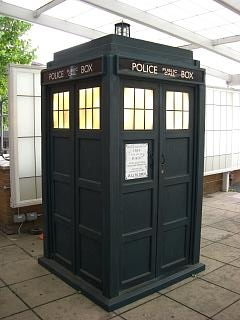
麻省理工學生曾嘗試將一部實體化的 TARDIS 時光機放在加州理工巴克斯特大廳的屋頂上。

後來，加州理工的學生亦多次潛入麻省理工校園進行惡作劇。2007年的麻省理工校園導賞週，他們遠赴該校派發一版共16頁、假的《理工報》（麻省理工校刊）。內容包括：“數學部聘請了人氣明星馬特·達蒙”、“無盡長廊並非『無盡』”、“加州理工學生捐精回報比麻省理工學生高”等文章。是次惡作劇的靈感源自過去南加州大學對所發動的“假報攻擊”。三位加州理工學生起初將該刊物丟在平時發放《理工報》的地點，惟後因行動桑落瓦解而改為主動在“七號大堂”內派發。一年後，加州理工學生在對方益智遊戲中，加入了一則要贏家馬上撥打一個電話的信息。當電話接通後，便會聽到：“感謝您致電加州理工入學處。如果您渴望轉入我校，請先在  網上下載申請表格；如您不渴望，則祝您好運並希望您日後還能有開心的日子......”。2009年的感謝日，他們再度派發假報。這次則宣稱麻省理工學院要求學生攻讀文學、歷史、哲學及經濟學，而科學課程則可全部免讀。除此，他們還設計了兩大橫幅標語，企圖展示麻省理工是“加州理工位於東岸的人文學院”。儘管他們因行動失敗而有些失望，但兩校學生最後一起共用晚餐。2014年4月再一次的校園導賞日，加州學生設計了一種隨溫度的變化而顯示不同字句的馬克杯：常溫狀態下為麻省理工標誌；發熱時則顯示（加州理工：更火熱的理工學院）。他們在正式迎新活動時，發給該校的準新生。對方的入學處職員曾以“除非能證明此活動已獲批准”的理由制止是次行動，但加州理工的惡作劇學會會長朱莉則以“已向麻省理工校友會註冊”的理由，拖延了20分鐘。麻省理工學院入學處職員曾收到“要從新生手中拿走這杯”的命令，其中克里斯·彼得森更在後來稱該馬克杯是“從另岸吹噓者送來的『萬靈藥』。”就此，朱莉作出回應：“自上次我們向麻省理工發動的超棒惡作劇行動後，已經好幾年了.......我們希望能延續這種跨校關係，而且這也是我校重要文化之一.......我們做出很酷的東西，因為我們有這樣的能力。”
麻省理工學院的學生也有向對方作出相應行動。2010年9月，他們嘗試在加州理工巴克斯特大廳的屋頂上，放置一台 TARDIS 時光機，但最終因他們沒有事先通知該校的行政人員，而遭校園保安阻止。不過，一年後，兩校學生合力將其放上屋頂。這台機器曾於2010年1月在麻省理工大圓頂上展示，後又出現於及。

## 附註
1. ↑  次序按兩校英文名稱的字母順序顯示。
2. ↑  一般的高校競爭多為體育比試，且出現於鄰近院校。故此競爭因地理位置及形式而屬罕見。
3. ↑  英文原詞：，即騙人的東西。